# Mont Macdonald
Le mont Macdonald (anglais : Mount Macdonald) est une montagne de la Colombie-Britannique située dans la chaîne Selkirk près du col Rogers.

## Toponymie
La montagne a été nommée à l'origine mont Carroll d'après l'un des membres de l'expédition de Albert Bowman Rogers pour trouver un col pour le chemin de fer du Canadien Pacifique. Il fut renommé en 1887 d'après John A. Macdonald (1815 - 1891), Premier ministre du Canada de 1867 à 1873 et de 1878 à 1891.